# ユーフォーリア
ユーフォーリア（EU・PHORIA）は、かつて存在した日本の5人組ガールズバンドである。2009年に解散した。所属事務所はヴィジョンファクトリー、所属レーベルはSONIC GROOVE。バンド名は英語で幸福感を意味する「euphoria」に由来。

## メンバー
- SHOCO（本名：鈴木翔子　12月18日 - ）：ボーカル
- TOMO2（本名：翠川智子　9月10日 - ）：ギター - 現在は、Gacharic SpinでTOMO-ZOとして活動中。
- AYAKA（本名：原口彩香　12月9日 - ）：ベース - 現在はフリーで活動中。
- REONA（本名：鈴木玲緒奈　11月10日 - ）：キーボード - 現在は、Gacharic Spinでオレオレオナとして活動中。
- SAWA2（本名：鈴木佐和子　7月8日 - ）：ドラム

## メジャーデビューまでの略歴
- 2002年 - 結成（当時、4人編成）。
- 2005年 - SHOCOとTOMO2が加入。
- 2006年 - SAWA2が加入。
- 2007年 - メジャーデビュー。

## 活動状況
都内ライヴハウスを中心に活動。大よそ週1回から2回のペースで精力的に活動している。都内以外では、さいたま新都心、千葉、宇都宮、横浜にてそれぞれほぼ月1回、ライヴに出演。また、定期的に野外での無料のライヴイベントにて即売会を実施。ライブにおいては打ち込み音源を一切活用していない。

## メジャーデビュー後の主な活動
- 2007年1月～3月 中ノ森BAND Do the Rock tour 2007 オープニングアクト。
- 2007年2月 1stシングル『シングルベッド』発売。
- 2007年6月 渋谷魂に出演。（2007年9月～2008年1月までは、約月1回ペースで定期的に出演。）
- 2007年8月 2ndシングル『約束』発売。この頃からLIVEのペースが現在の状態となる。
- 2007年]月 さいたま新都心、宇都宮、横浜にてLIVE出演。（これを皮切りに以降もほぼ月一回出演）
- 2007年11月20日 morph-tokyoにて初のワンマンLIVE。
- 2007年12月 千葉にてLIVE出演。（これを皮切りに以降もほぼ月一回出演、同時期に横浜もほぼ月一回出演に）
- 2008年2月11日 morph-tokyoにて2回目のワンマンLIVE。
- 2008年3月 3rdシングル『Proud』発売。
- 2008年3月以降はCDリリースはなく、LIVE活動のみ行う。
- 2009年8月をもって事務所を退社。
- 2009年10月31日のラストワンマンライブをもって解散。

## ディスコグラフィ
※シングル未発表曲についてはアーティスト本人への確認を元に記述。

### シングル
- シングルベッド／Hey! （2007年2月14日）

CD+DVD、CDのみの2種類で発売。
1. シングルベッド（作詞:つんく　作曲:はたけ　編曲:関 裕一郎）
2. Hey!（作詞:REONA　作曲:REONA　編曲:EU・PHORIA）
3. Valentine Jealousy（作詞:AYAKA　作曲:鮫島 巧　編曲:古池 孝浩）

- 約束　(2007年8月1日)

CD+DVD、CDのみの2種類で発売。
1. 約束（作詞:SHOCO　作曲:瀧川 潤　編曲:古池 孝浩）
2. Struggle（作詞:AYAKA　作曲:TOMO2、SHOCO　編曲:EU・PHORIA）
3. Cheeky girl（作詞:REONA、AYAKA　作曲:REONA　編曲:EU・PHORIA）

- Proud　(2008年3月12日)

CD+DVD、CDのみの2種類で発売。
1. Proud（作詞:SHOCO、AYAKA　作曲:上綱克彦　編曲:EU・PHORIA）
2. Ride On（作詞:REONA　作曲:REONA　編曲:EU・PHORIA）
3. With Bright Eyes（作詞:TOMO2　作曲:TOMO2　編曲:EU・PHORIA）

### コンピレーションアルバム
- 『SPRING HARMONY ～VISION FACTORY presents』(2008年2月13日)

Get Your Dreams（作詞:SHOCO　作曲:REONA　編曲:EU・PHORIA）

### 携帯サイトでのみ入手可能な曲
以下の曲はVISION FACTORY携帯サイトで入手可能である。
- Smile New Year（作詞:SHOCO、REONA、AYAKA　作曲:不明　編曲:不明）

### 未発表曲
以下の曲はライブでは演奏されていた。
- Candy kiss（作詞:REONA　作曲:REONA　編曲:EU・PHORIA）
- Show Me（作詞:SHOCO　作曲:SHOCO　編曲:EU・PHORIA）
- Truth（作詞:AYAKA　作曲:不明　編曲:不明）
- Little Wing（作詞:REONA　作曲:REONA　編曲:EU・PHORIA）
- Memories（作詞:AYAKA　作曲:REONA　編曲:EU・PHORIA）

2005年ごろに製作した自身初のオリジナル曲
- My Boy（作詞:TOMO2　作曲:TOMO2　編曲:EU・PHORIA）
- STARS～星たちのうた～（作詞:SAWA2　作曲:TOMO2　編曲:EU・PHORIA）

### ライブで演奏したカバー曲
以下の曲が過去2回のワンマンライブにて演奏された。
- Living Loving Maid（LED ZEPPELIN）
- My Happy Ending（Avril Lavigne）
- Highway Star（DEEP PURPLE）（2公演とも演奏）
- Keep Me Hanging On（Supremes）
- Satisfaction（The Rolling Stones）

## タイアップ一覧
| 使用年 | 曲名             | タイアップ                                                                  |
| ------ | ---------------- | --------------------------------------------------------------------------- |
| 2007年 | シングルベッド   | テレビ朝日系 金曜ナイトドラマ『特命係長 只野仁3rdシーズン』主題歌           |
| 2007年 | Hey!             | 中京テレビ・日本テレビ系『いただきマッスル!』2月度エンディングテーマ        |
| 2007年 | 約束             | フジテレビ系『ジャンクSPORTS』エンディングテーマ                            |
| 2008年 | Proud            | 読売テレビ・日本テレビ系『ダウンタウンDX』2008年2・3月度 エンディングテーマ |
| 2008年 | With Bright Eyes | 首都圏トライアングル『ジャンプ!ジャンプ!ジャンプ!』オープニングテーマ       |